# Ashutosh Gowariker
Ashutosh Gowariker (Marathi: आशुतोष गोवारीकर) is een op 15 februari 1964 in Bombay geboren Indiase regisseur, acteur, tekstschrijver en producent van films.
Hij is bekend van de Bollywood-films Lagaan (2001), Swades (2004) en Jodhaa-Akbar (2008). Ashutosh Gowariker won ook verscheiden filmprijzen, onder andere een National Film Award, vijf Filmfare Awards en een zevental prijzen op internationale filmfestivals. Ook behaalde hij, met de film Lagaan, nominaties voor zowel een Academy Award als een European Film Award.
In 2005 is Ashutosh Gowariker een stemgerechtigd lid geworden voor de Academy Awards.
- Bibliothèque nationale de France: cb14102560m (data)
- Gemeinsame Normdatei: 128963840
- International Standard Name Identifier: 0000 0000 6310 1379
- Library of Congress Control Number: no96009510
- MusicBrainz: 665d179b-95be-481b-bdca-20cc74729b41
- Nationale Bibliotheek van Israël: 987007447847905171
- Nationale Bibliotheek van Polen: a0000002687690
- Nederlandse Thesaurus van Auteursnamen: 239708733
- Système universitaire de documentation: 071504826
- Virtual International Authority File: 194906851
- WorldCat: E39PBJyt3tb8BybydFc6DRHKVC